# Datschnoje (Kaliningrad, Tschernjachowsk)
Datschnoje (russisch Дачное, deutsch Alt Lappönen, litauisch Lapėnai) ist ein Ort in der russischen Oblast Kaliningrad. Er gehört zur kommunalen Selbstverwaltungseinheit Stadtkreis Tschernjachowsk im Rajon Tschernjachowsk.

## Geographische Lage
Datschnoje liegt 20 Kilometer nördlich der Stadt Tschernjachowsk (Insterburg) an der Kommunalstraße 27K-092 von Kaluschskoje (Grünheide) nach Kalinowka (Aulowönen/Aulenbach). Bis 1945 bestand Bahnanschluss über die Station Aulowönen (Aulenbach) an der Bahnstrecke Insterburg–Groß Skaisgirren (1938–1945: Kreuzingen, heute russisch: Bolschakowo) der Insterburger Kleinbahnen, die heute nicht mehr betrieben wird.

## Geschichte
Das spätere Gutsdorf Alt Lappönen ist um 1600 entstanden. Im Jahre 1874 wurde der Ort in den neu errichteten Amtsbezirk Aulowönen – 1938 bis 1945 „Amtsbezirk Aulenbach“ (der Ort heißt heute russisch: Kalinowka) genannt – eingegliedert, der zum Kreis Insterburg im Regierungsbezirk Gumbinnen der preußischen Provinz Ostpreußen gehörte. Im Jahre 1910 zählte der Gutsbezirk Alt Lappönen 147 Einwohner.
Am 30. September 1928 gab Alt Lappönen seine Eigenständigkeit auf und wurde in die Landgemeinde Aulowönen (Kalinowka) eingegliedert.
In Kriegsfolge kam Alt Lappönen 1945 mit dem nördlichen Ostpreußen zur Sowjetunion. 1947 erhielt der Ort die russische Bezeichnung „Datschnoje“ und wurde gleichzeitig dem Dorfsowjet Kalinowski selski Sowet im Rajon Bolschakowo zugeordnet. Später gelangte der Ort mit dem Dorfsowjet in den Rajon Tschernjachowsk. Von 2008 bis 2015 gehörte Datschnoje zur Landgemeinde Kaluschskoje selskoje posselenije und seither zum Stadtkreis Tschernjachowsk.

## Siedlung Bambullen
Nahe Alt Lappönens befand sich eine etwa 150 Meter hohe Erhebung, die man „Bambull“ nannte. Auf diesem Berg lag einst die Siedlung Bambullen (auch: Bombollen). Dieses Dorf ist aufgrund der verheerenden Pest 1709/10 vollständig ausgestorben.

## Kriegsgräberstätte
Am östlichen Rand Datschnojes befindet sich ein gut erhaltener und gepflegter Kriegsgräberfriedhof des Ersten Weltkrieges. Im Zentrum steht ein Obelisk aus Granit, der Anfang der 1920er Jahre aus Oberschlesien nach hier geholt wurde. Außerdem sind beschriftete Grabstelen zu sehen, und im Jahre 2010 wurden zusätzliche Symbolkreuzgruppen aufgestellt. 

## Kirche
Bis 1945 war Alt Lappönen mit seiner vorwiegend evangelischen Bevölkerung in das Kirchspiel der Kirche Aulowönen (1938–1946: Aulenbach, russisch: Kalinowka) eingepfarrt und gehörte somit zum Kirchenkreis Insterburg in der Kirchenprovinz Ostpreußen der Kirche der Altpreußischen Union. Heute liegt Datschnoje im Einzugsbereich der in den 1990er Jahren neu entstandenen evangelisch-lutherischen Gemeinde in Bolschakowo (Groß Skaisgirren, 1938–1946 Kreuzingen), die zur Propstei Kaliningrad der Evangelisch-lutherischen Kirche Europäisches Russland gehört.